# Iaia Forte
Iaia Forte, pseudonimo di Maria Rosaria Forte (Napoli, 16 marzo 1962), è un'attrice italiana, attiva in campo cinematografico, teatrale e televisivo.

## Biografia
Diplomata al Centro sperimentale di cinematografia, ha debuttato in teatro con Toni Servillo, vincendo per Il misantropo di Molière il Premio della Critica come migliore attrice. Ha collaborato a lungo con il gruppo Teatri Uniti. Sempre in teatro ha lavorato con Leo de Berardinis, Mario Martone, Carlo Cecchi, Federico Tiezzi, Emma Dante, partecipando a spettacoli premiati dalla critica.
Dopo alcune parti minori, al cinema ha interpretato Libera di Pappi Corsicato, con cui ha lavorato anche ne I buchi neri, I vesuviani e Chimera. Sempre al cinema ha lavorato con Maurizio Nichetti, Marco Ferreri, Tonino De Bernardi, Mario Martone, Renato De Maria e Marco Risi, ottenendo due Nastri d'argento e un premio Sacher come migliore attrice protagonista. Ha interpretato inoltre la parte di Trumeau ne La grande bellezza (2013) di Paolo Sorrentino.
Ha preso parte al "Progetto Domani” di Luca Ronconi in occasione delle Olimpiadi della Cultura Torino 2006, recitando in Troilo e Cressida di Shakespeare e ne Lo specchio del diavolo di Giorgio Ruffolo. Parallelamente al lavoro con registi italiani, Iaia Forte, insieme con Clara Gebbia, lavora a progetti ideati e prodotti dalla compagnia Teatro Iaia.
Ha portato in scena il libro Hanno tutti ragione di Paolo Sorrentino.

## Filmografia

### Cinema
- Grandi magazzini, regia di Castellano e Pipolo (1986)
- Il burbero, regia di Castellano e Pipolo (1986)
- Separati in casa, regia di Riccardo Pazzaglia (1986)
- Stradivari, regia di Giacomo Battiato (1988)
- 'o Re, regia di Luigi Magni (1989)
- Ladri di futuro, regia di Enzo Decaro (1991)
- Baby gang, regia di Salvatore Piscicelli (1992)
- Rasoi, regia di Mario Martone (1993)
- Libera, regia di Pappi Corsicato (1993)
- Piccoli orrori, regia di Tonino De Bernardi (1994)
- I buchi neri, regia di Pappi Corsicato (1995)
- Il cielo è sempre più blu, regia di Antonello Grimaldi (1996)
- Nitrato d'argento, regia di Marco Ferreri (1996)
- Luna e l'altra, regia di Maurizio Nichetti (1996)
- Hotel Paura, regia di Renato De Maria (1996)
- I vesuviani, regia di Pappi Corsicato, episodio La stirpe di Iana (1997)
- La Venere di Willendorf, regia di Elisabetta Lodoli (1997)
- Teatro di guerra, regia di Mario Martone (1998)
- Abbiamo solo fatto l'amore, regia di Fulvio Ottaviano (1998)
- Appassionate, regia di Tonino De Bernardi (1999)
- Oltremare - Non è l'America, regia di Nello Correale (1999)
- La vita altrui, regia di Michele Sordillo (2000)
- Chimera, regia di Pappi Corsicato (2001)
- Tre mogli, regia di Marco Risi (2001)
- Paz!, regia di Renato De Maria (2002)
- Bimba - È clonata una stella, regia di Sabina Guzzanti (2002)
- Notturno bus, regia di Davide Marengo (2007)
- Il seme della discordia, regia di Pappi Corsicato (2008)
- No problem, regia di Vincenzo Salemme (2008)
- Tris di donne e abiti nuziali, regia di Vincenzo Terracciano (2009)
- La bella gente, regia di Ivano De Matteo (2009)
- Notizie degli scavi, regia di Emidio Greco (2010)
- Se sei così ti dico sì, regia di Eugenio Cappuccio (2011)
- Il volto di un'altra, regia di Pappi Corsicato (2012)
- Miele, regia di Valeria Golino (2013)
- La grande bellezza, regia di Paolo Sorrentino (2013)
- La nostra terra, regia di Giulio Manfredonia (2014)
- La vita oscena, regia di Renato De Maria (2014)
- Il giovane favoloso, regia di Mario Martone (2014)
- Ho ucciso Napoleone, regia di Giorgia Farina (2015)
- Amori che non sanno stare al mondo, regia di Francesca Comencini (2017)
- Una festa esagerata, regia di Vincenzo Salemme (2018)
- Euforia, regia di Valeria Golino (2018)
- La prima pietra, regia di Rolando Ravello (2018)
- Dolceroma, regia di Fabio Resinaro (2019)
- 5 è il numero perfetto, regia di Igort (2019)
- Qui rido io, regia di Mario Martone (2021)
- Oltre il confine, regia di Alessandro Valenti (2022)
- Natale a tutti i costi, regia di Giovanni Bognetti (2022)
- Nata per te, regia di Fabio Mollo (2023)
- La scommessa - Una notte in corsia, regia di Giovanni Dota (2024)
- Gioco pericoloso (film 2025), regia di Lucio Pellegrini (2025)

### Televisione
- La TV delle ragazze, (Rai 3, 1988-1989)
- Avanzi, regia di Franza Di Rosa (Rai 3, 1991-1993)
- Distretto di Polizia 2 – serie TV, episodio 2x21 (2001)
- Amanti e segreti – serie TV (2004)
- Il vizio dell'amore  –serie TV, 1 episodio (2006)
- Tigri di carta, regia di Dario Cioni – miniserie TV (2008)
- Baciati dall'amore, regia di Claudio Norza – miniserie TV, 6 episodi (2011)
- Sotto copertura - La cattura di Iovine – serie TV (2015)
- Squadra antimafia - Il ritorno del boss – serie TV (2016)
- Vivi e lascia vivere – serie TV (2020)
- Svegliati amore mio, regia di Simona Izzo e Ricky Tognazzi – miniserie TV, episodio 1 e 3 (2021)

### Cortometraggi
- Questione di gusti, regia di Pappi Corsicato (2009)
- Armandino e il Madre, regia di Valeria Golino (2010)
- Che cos'è la notte, regia di Marco Savatteri (2020)

## Teatro
- Ha da passà 'a nuttata, regia di Leo De Berardinis (1989)
- Rasoi, regia di Mario Martone (1993-1994)
- I Persiani, regia di Mario Martone (1994)
- Il Misantropo, regia di Toni Servillo (1995-1996)
- Amleto, regia di Carlo Cecchi (1997)
- Sogno di una notte d'estate, regia di Carlo Cecchi (1998)
- Misura per misura, regia di Carlo Cecchi (1999)
- Sik-Sik, l'artefice magico di Eduardo De Filippo, regia di Carlo Cecchi (2000)
- Le nozze, regia di Carlo Cecchi (2000)
- Tradimenti, regia di Valerio Binasco (2001)
- Ambleto, regia di Federico Tiezzi (2003)
- Le voci di dentro, regia di Alfonso Santagata (2004)
- Medea, regia di Emma Dante (2004)
- Corpo celeste, regia di Iaia Forte (2005)
- Il veleno, l'arte, regia di Iaia Forte (2005)
- Lo specchio del diavolo, regia di Luca Ronconi (2006)
- Troilo e Cressida, regia di Luca Ronconi (2006)
- Tartufo, regia di Carlo Cecchi (2007)
- Erodiade, regia di Iaia Forte (2007)
- I giganti della montagna, regia di Federico Tiezzi (2008)
- Eva Peron, regia di Pappi Corsicato (2008)
- Odissea Penelope, regia di Giuseppe Argirò (2009)
- Molly B - Tutti i miei si, regia di Carlo Cecchi (2010)
- Enea e Didone, regia di Eva Cantarella (2010)
- Promessi sposi alla prova, regia di Federico Tiezzi (2010-2011)
- Il sogno di Lisistrata, regia di Stefano Artissunch (2011)
- Hanno tutti ragione, regia di Iaia Forte (2013)
- Le operette morali, regia di Mario Martone (2014)
- Un bacio, regia di Ivan Cotroneo (2014)
- Carmen, regia di Enzo Moscato (2014)
- Tony 2, regia di Iaia Forte (2014)
- Pagoda 1, regia di Iaia Forte (2017)
- Tony Pagoda. Ritorno in Italia, regia di Iaia Forte (2018)
- Mine vaganti, regia di Ferzan Ozpetek (2021-2022-2023)
- Iliade. Il gioco degli dèi, testo di Francesco Niccolini, liberamente ispirato all'Iliade di Omero, regia di Roberto Aldorasi, Alessio Boni, Marcello Prayer, con Alessio Boni, Marcello Prayer e Jun Ichikawa (2023)

## Riconoscimenti
- David di Donatello
  - 1997 – Candidatura alla migliore attrice protagonista per Luna e l'altra
  - 2002 – Candidatura alla migliore attrice non protagonista per Paz!
- Nastro d'argento
  - 1994 – Candidatura come migliore attrice protagonista per Libera
  - 1997 – Migliore attrice protagonista per Luna e l'altra
  - 2002 – Candidatura alla migliore attrice non protagonista per Tre mogli
- Globo d'oro
  - 1993 – Candidatura alla migliore attrice per Libera
  - 1996 – Candidatura alla migliore attrice per I buchi neri
  - 1996 – Migliore attrice per Luna e l'altra
- Ciak d'oro
  - 1997 – Migliore attrice protagonista per Luna e l'altra[1]